# Radio Television Malaysia
Radio Televisyen Malaysia o RTM es el ente de radiodifusión pública perteneciente al Gobierno de Malasia, el cual opera una serie de radioemisoras y canales de televisión. Actualmente, RTM maneja 8 radioemisoras de cobertura nacional, 16 estatales, 7 radios distritales y 2 canales de televisión. Su principal eslogan fue desde 1987 hasta 2004 Teman Setia Anda (Tu amigo fiel). En 2007, RTM controlaba alrededor del 17% del mercado televisivo en el país, detrás de Media Prima con el 54% y de Astro con el 29%.
En 2005, El Ministerio para la Información anuncia el plan de digitalización (TDT) de las transmisiones televisivas de RTM a nivel nacional. 
Las emisiones de prueba se llevaron a cabo en mil hogares del Valle de Klang desde septiembre de 2006 hasta febrero de 2007. De acuerdo con el entonces Viceministro de Información, Chia Kwang Chye, las pruebas resultaron "muy positivas" en cuanto a la calidad de las transmisiones, es decir, "más del 60% dijo que la calidad de la señal variaba de buena a muy buena. Más del 88% percibió una mejor calidad de imagen, mientras que el 70% sostuvo que la calidad del sonido era mucho mejor".
RTM ha preparado al menos tres nuevos canales exclusivamente para TDT, estos son, RTMi, Muzik Aktif y RTM Arena, además de los dos canales ya existentes - TV1 y TV2 - a través de un múltiplex que se transmitirá por el canal 44 UHF, modulada en 64QAM. Sin embargo, las pruebas han durado más de lo previsto y los canales digitales (se dice) siguen en periodo de pruebas.
Además, RTM introducirá a su oferta ya existente canales de televisión locales por cada territorio y estado de Malasia, lo cual hará que cada región del país cuente con un canal con contenido local, aparte de los 2 canales de cobertura nacional, haciendo que la red digital de RTM cuente con un total de 20 canales de televisión, cumpliendo con un plan de reestructuración a tres años por parte del ente de radiodifusión estatal. Con esto, se espera que los servicios de RTM estén operativos para 2009.

## Lista de Radioemisoras
- Nacionales 
  - Nasional FM
  - Radio Klasik
  - TraXX FM
  - Ai FM
  - Minnal FM
  - Asyik FM

- Internacionales
  - Voice of Malaysia 1
  - Voice of Malaysia 2

- Estatales
  - Perlis: Perlis FM
  - Kedah: Kedah FM
  - Penang: Mutiara FM
  - Perak: Perak FM
  - Selangor: Selangor FM
  - Kuala Lumpur: KL FM
  - Negeri Sembilan: Negeri FM
  - Malacca: Melaka FM
  - Johor: Johor FM
  - Pahang:Pahang FM
  - Terengganu: Terengganu FM
  - Kelantan: Kelantan FM
  - Sarawak: Sarawak FM
  - Wai FM (anteriormente RM Sarawak Saluran Etnik)
  - Red FM (anteriormente RM Sarawak Rangkaian Merah)
  - Sabah: Sabah FM
  - Sabah V FM (anteriormente RM Sabah Siaran Pelbagai Bahasa)

- Distritales 
  - FM Stereo Johor Bahru (FMJB)
  - Langkawi FM (anteriormente RM Langkawi)
  - Labuan FM (anteriormente RM Labuan)
  - Sibu FM (anteriormente RM Sarawak Sibu)
  - Bintulu FM
  - Miri FM (anteriormente RM Sarawak Miri)
  - Limbang FM (anteriormente RM Sarawak Limbang)
  - RaSa FM (anteriormente RM Sarawak Sri Aman)
  - Keningau FM
  - Sandakan FM (anteriormente RM Sabah Sandakan)
  - Tawau FM (anteriormente RM Sabah Tawau)

## Lista de Canales de Televisión
- TV OKEY
- Sukan RTM
- Berita RTM
- TV6
- RTM Parlimen Dewan Rakyat
- RTM Parlimen Dewan Negara